# Ki no Kosami
Ki no Kosami (纪古佐美, 733 – 797 ) foi um nobre e burocrata japonês da corte, com uma das patentes mais altas que viveu no final da era Nara e início da era Heian. O seu pai era Ki no Yadonamaro.
Em 764 foi nomeado Jugoi e mais tarde governador da província de Tanben , Hyōbu-sho e administrativo da província de Ise . Em 780 foi nomeado Seite Fukushû como assistente de Fujiwara no Tsugutada, e foi para o leste do país. Em 781 foi nomeado governador da província de Mutsu e mais tarde de Sahyōefu , Sachūben , Shikibu Taifu , entre outros lugares, e em 785 foi nomeado como Sangi . Em 788 foi nomeado Seite Taishōgun e em 789 foi designado para a subjugação dos Emishi mas a feroz oposição do chefe tribal Emishi Aterui causou a derrota de Kosami e teve que retornar à capital, Nagaoka-kyō.
Mais tarde foi nomeado Chūnagon e em 796 foi Dainagon , cargo que ocuparia até sua morte no ano seguinte.